# Islas Vírgenes Británicas en los Juegos Olímpicos de Londres 2012
Las Islas Vírgenes Británicas estuvieron representadas en los Juegos Olímpicos de Londres 2012 por dos deportistas, un hombre y una mujer, que compitieron en atletismo.
La portadora de la bandera en la ceremonia de apertura fue la atleta Tahesia Harrigan-Scott. El equipo olímpico virgenense británico no obtuvo ninguna medalla en estos Juegos.